# Temple de Bahal
Le temple de Candi Bahal, aussi connus sous le nom de Biaro Bahal (biaro, dérivé de  vihara, un monastère) ou même encore Candi Portibi en (Batak (portibi étant dérivé de prithivi, signifiant la "Terre") est un site Bouddhiste Vajrayana situé au village de Bahal, à Padang Bolok, en Portibi, à Padang Lawas, au Sumatra du Nord, en Indonésie. Le site archéologique comporte trois candis : Candi Bahal I, Candi Bahal II, and Candi Bahal III. Le site de Bahar a été construit durant le Royaume de Pannai entre le XIe et le XIIIe siècle après J-C.

## Histoire

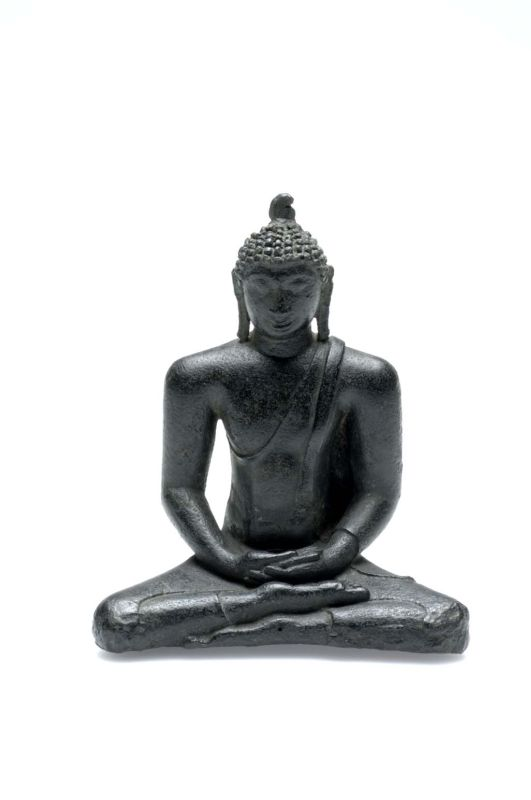
Bouddha Amitabha : Statue en bronze trouvée à Si Pamatung dans le district de Barumun Tengah

Les Candis Bahal sont un groupe de temples découverts à Padang Lawas. Padang Lawas est une plaine verte localisée entre les montagnes Barisan et les hautes-terres du Sumatra du Sud. La plaine est dépourvue de haute végétationen raison des vents secs qui balaient l'espace entre les deux hautes plaines. La région de Padang Lawas n'étais pas très importante mais elle était fréquentée par quelques personnes la traversant. Le flux de personnes de plus en plus présentes dans cette zone explique donc pourquoi de nombreux sanctuaires et temple furent batis. Au moins 25 sanctuaires en briques ont été découverts dans la plaine de Padang Lawas, incluant Candi Pulo, Candi Barumun, Candi Singkilon, Candi Sipamutung, Candi Aloban, Candi Rondaman Dolok, Candi Bara, Candi Magaledang, Candi Sitopayan et Candi Nagasaribu. Il n'y avait aucun royaume associé à ces temples, 
, cependant, la religion de ces derniers est identique à celle que pratiquait Adityawarman. Les Candi Bahal qui ont été complétements restaurés, les autres sont toujours sous forme de ruines.
La construction des temple de Padang Lawas est estimée entre le XIe et le XIIIe siècle. Ils étaient possiblement affiliés au royaume de Pannai, un des ports de commerce établi sur la côte du Détroit de Malacca.
La restauration du temple de Candi Bahal I s'est déroulée entre 1977-1978 et 1982–1983. Celle de Candi Bahal II a été réalisée entre 1991 et 1992.

## Site archéologique des trois temples
Les trois temples de Bahar sont séparés d'une distance de 500 mètres. Le site des trois temples est localement connu sous le nom de biaro (venant de  vihara qui signifie monastère), qui, possiblement, indiquerait son utilisation originelle. Les noms des trois temples de Bahal indiquent la connexion avec le Népal et le Sri Lanka.
Bahal est un terme toujours utilisé au Népal et qui réfère aux temples à deux étages du Vajrayana une grande secte qui a influencé le Bouddhisme en Indonésie. Les lions rampants sur le temple de Bahar I sont similaires à ceux de Polonnâruvâ, la capitale du XIe siècle du Sri Lanka.
Le site archéologique de Bahar est le plus grand du Sumatra du Nord.
Les trois temples de Bahar ont été construits avec des briques rouges, et les sculptures, à elles, ont été construites avec du grès. Chacun des temple est entouré d'un mur de briques rouges faisant 1 mètre d'épaisseur et 1 mètre de hauteur. Un portail sur la partie est du mur fournit une entrée dans le temple.
Le temple principal de Bahar est situé au centre du site archéologique. L'architecture de ce temple est similaire à celui du Temple de Jabung.
Mis à part leur valeur archéologique, contrairement aux populaires temples de Java, les temples du Padang Lawas dont très négligés et sont encore, excepté les trois de Bahar, en ruine. Ceci est dû à la faible activité touristique. Même si certains moyens de promouvoir ces temples sont mis à disposition, les infrastructures touristiques sont très rares voire inexistantes dans la région.

### Travaux cités
- (id) « Candi Bahal » [archive du 29 novembre 2015], sur Kepustakaan Candi, Perpustakaan Nasional Republik Indonesia, 2014 (consulté le 29 novembre 2015)
- (id) « Candi di Padang Lawas Kurang Terawat », Kompas-Ekonomi/Oase, 17 avril 2009 (consulté le 22 juillet 2015)
- (id) I.G.N. Anom et Tjepi Kusman, Album Peninggalan Sejarah dan Purbakala [« Album of Historical and Archeological Heritage »], Jakarta, Direktorat Jenderal Kebudayaan, 1991 (ISBN 9789798250002, lire en ligne)
- John Miksic, Sumatran Kingdoms After Sriwijaya, vol. 1, Singapore, Didier millet, coll. « Indonesian Heritage », 1996 (ISBN 9813018267)